# Zhang Boheng
Zhang Boheng (xinès: 张博恒 , Changsha, 4 de març de 2000) és una gimnasta artístic xinès. Va competir als Jocs Olímpics d'estiu de 2024 i va guanyar medalles de plata amb l'equip xinès i en l'exercici complet individual. També va guanyar una medalla de bronze a la barra horitzontal. És el campió mundial de 2021 i el medallista de plata del mundial de 2022. Va guanyar tres medalles d'or als Jocs Asiàtics de 2022 i dues medalles d'or als Jocs Mundials Universitaris de 2021.

## Carrera
Zhang va començar la gimnàstica quan tenia quatre anys perquè els seus pares estaven interessats en aquest esport. El 2009, es va unir a l'equip provincial de Hunan. Quan tenia 16 anys, es va trencar la cama, però aquesta lesió el va inspirar a prendre-se més seriosament els seus entrenaments de gimnàstica. Va començar a entrenar amb la selecció xinesa el 2018.

### 2018-20
Zhang va guanyar una medalla de plata amb l'equip de Hunan al Campionat de Xina del 2018. Després, als Campionats de Xina del 2019, va acabar setè en el concurs complet individual, cinquè a les anelles i quart a la barra fixa. Més tard aquell any, va guanyar una medalla de bronze al salt al campionat individual de la Xina. Va acabar cinquè en l'exercici complet al campionat xinès de 2020 i quart a l'exercici de terra i barres paral·leles. Al Campionat Individual de la Xina del 2020, va guanyar una medalla de plata al cavall amb arcs i una medalla de bronze a les anelles. Després va fer el seu debut internacional a la Competició de l'Amistat i la Solidaritat del 2020 a Tòquio, competint com a part del Team Friendship que va perdre contra el Team Solidarity.

### 2021
Zhang va representar a Hunan al campionat xinès de 2021 celebrat a Chengdu, Sichuan, ajudant l'equip a guanyar la medalla de plata. Individualment, va acabar segon en l'exercici complet per darrere de Xiao Ruoteng i va guanyar el títol nacional a l'exercici de terra. Va ser un dels 12 homes seleccionats per a l'equip d'entrenament olímpic. Després va competir a les proves olímpiques i va guanyar la medalla d'or en l'exercici complet. Va acabar sent un atleta de reserva de l'equip olímpic del 2020. La seva falta d'experiència internacional va ser citada com a motiu de la seva exclusió de l'equip.
Zhang va competir als Jocs Nacionals de la Xina i va guanyar la medalla de plata per darrere de Xiao Ruoteng, i va guanyar una medalla de bronze a la final d'exercicis de terra. Aleshores va ser seleccionat per competir al Campionat del Món de Kitakyushu. A la ronda de classificació, va acabar segon en la prova general davant el vigent campió olímpic del Japó, Daiki Hashimoto. També es va classificar per a les finals d'anelles i barres paral·leles. A la final, va guanyar la medalla d'or davant de Hashimoto per només 0,017 punts. Va ser el cinquè gimnasta xinès que va guanyar el títol mundial masculí. Aleshores es va retirar de la seva final d'aparells.

### 2022
Zhang va guanyar el seu primer títol nacional de l'exercici complet al Campionat de la Xina de 2022. Allà, també va guanyar les medalles d'or a l'exercici de terra i la barra fixa. Va competir al Campionat del Món a Liverpool malgrat les lesions al canell i la cintura. Va competir al costat de Sun Wei, Yang Jiaxing, You Hao, Zou Jingyuan i el suplent Su Weide i es van classificar per a la final per equips en quart lloc a causa de múltiples caigudes, incloses les de Zhang. Es van recuperar d'aquesta actuació i van guanyar el títol per equips per més de 4 punts per davant del Japó. Després, Zhang va acabar segon a l'exercici complet darrere Daiki Hashimoto després de reduir la dificultat dels seus exercicis a causa de les seves lesions.

### 2023
Zhang va defensar amb èxit el seu títol global al campionat xinès i també va guanyar el títol de barra fixa. Va ser escollit per competir als Jocs Universitaris Mundials de Chengdu al costat de Zou Jingyuan, Shi Cong, Su Weide i Lan Xingyu. L'equip va guanyar la medalla d'or per davant del Japó. A la final de l'exercici complet, Zhang va caure de la barra fixa però encara va guanyar per medalla d'or per 0,335 per davant de Shi. Després va competir als Jocs Asiàtics de Hangzhou al costat de Lan, Zou, Lin Chaopan i Xiao Ruoteng, i van guanyar el títol per equips per davant del Japó. Després va guanyar la medalla d'or en l'exercici complet amb més de dos punts per davant del japonès Takeru Kitazono. En les finals d'aparells, va guanyar la medalla d'or a la barra fixa i la medalla de plata a l'exercici de terra. Com que els Jocs Asiàtics van tenir lloc al mateix temps que el Campionat del Món, Zhang no va competir als Mundial.

### 2024
Zhang es va retirar de la final del campionat de la Xina a causa d'una lesió recurrent a l'esquena. Encara va competir a la final de cavalls amb arcs, guanyant la medalla de bronze. Va ser seleccionat per formar part de l'equip de la Xina als Jocs Olímpics d'estiu de 2024 al costat de Liu Yang, Su Weide, Xiao Ruoteng i Zou Jingyuan. L'equip es va classificar primer per a la final per equips, i Zhang es va classificar en primer lloc per a les finals de barra fixa i exercici complet. No obstant això, a la final per equips, múltiples caigudes van fer que l'equip guanyés la medalla de plata darrere del Japó. Després, a la final, va caure a terra, i li va costar la medalla d'or davant el japonès Shinnosuke Oka. Va acabar vuitè a la final de l'exercici de terra després de saltar fora dels límits en la seva primera diagonal. A la final de la barra fixa, va caure en el seu desmuntatge, però a causa de la quantitat d'errors a la final, encara va empatar per a la medalla de bronze amb Tang Chia-hung.

## Història competitiva
| Any    | Esdeveniment                              | Equip  | AA     | FX     | PH     | SR     | VT     | PB     | HB     |
| Sènior | Sènior                                    | Sènior | Sènior | Sènior | Sènior | Sènior | Sènior | Sènior | Sènior |
| ------ | ----------------------------------------- | ------ | ------ | ------ | ------ | ------ | ------ | ------ | ------ |
| 2018   | Campionat xinès                           | 2      |        |        |        |        |        |        |        |
| 2019   | Campionat xinès                           | 5      | 7      |        |        | 5      |        |        | 4      |
| 2019   | Campionat Individual Xinès                |        |        |        |        |        | 3      |        |        |
| 2020   | Campionat xinès                           | 4      | 5      | 4      |        |        |        | 4      |        |
| 2020   | Campionat Individual Xinès                |        |        |        | 2      | 3      |        |        |        |
| 2020   | Competició per l'amistat i la solidaritat | 2      |        |        |        |        |        |        |        |
| 2021   | Campionat xinès                           | 2      | 2      | 1      |        | 5      |        |        | 8      |
| 2021   | Trials olímpics xinesos                   |        | 1      | 3      |        |        | 3      | 3      | 1      |
| 2021   | Jocs Nacionals de la Xina                 | 2      | 2      | 3      |        | 5      |        |        | 8      |
| 2021   | Campionat del Món                         | N/D    | 1      |        | R1     | WD     |        | WD     | R1     |
| 2022   | Campionat xinès                           | 2      | 1      | 1      | 3      | 6      |        | 3      | 1      |
| 2022   | Campionat del Món                         | 1      | 2      | WD     |        |        |        | R3     | 5      |
| 2023   | Campionat xinès                           | 2      | 1      |        |        | 3      |        | 3      | 1      |
| 2023   | Jocs Universitaris Mundials               | 1      | 1      | WD     |        |        |        | WD     | WD     |
| 2023   | Jocs Asiàtics                             | 1      | 1      | 2      | 8      |        |        | 4      | 1      |
| 2024   | Campionat xinès                           | 2      | WD     |        | 3      | 5      |        |        |        |
| 2024   | Jocs Olímpics                             | 2      | 2      | 8      |        |        |        | 4      | 3      |